# 도키시
도키시(土岐市)는 일본 기후현 남동부에 있는 시이다. 미노 도자기의 산지이며 도자기 생산이 일본 제일인 도시로 알려져 있다. 최근에는 나고야의 통근권으로서 주택 지역으로 발전해 왔다.

## 지리
같은 시이지만 지리적으로 각 지역이 산으로 가로막혀 있어 각각의 마을 문화가 형성되어 있다. 공통되는 도자기 산업에 관해서도 각각의 지역에서 자랑으로 여기는 분야가 나뉘고 있다.

## 인접하는 자치체
- 기후현
  - 다지미시
  - 가니시
  - 미즈나미시
  - 가니군 미타케정

- 아이치현
  - 세토시
  - 도요타시

## 역사
도키 지역에서 도자기가 만들어진 역사는 1300년 전으로 거슬러 올라간다. 7세기 양식의 몇 개의 화로 자국과 질그릇 파편이 시내에서 발견되었다. 기술적 우수성과 예술적 느낌은 다도를 위한 도기를 만들던 아즈치모모야마 시대(1568년~1614년) 때 절정에 달했다. 다이묘들은 오리베라는 독특한 양식의 다기류를 숭상하였으며, 에도 시대(1603년~1867년) 초기 이래로 그것은 일상에 필수적인 것이 되었다. 메이지 시대(1868년~1912년)에 대량 생산 기술이 성공적으로 도입되면서 도키의 도자기는 일본 각지로 퍼져나갔다.
1955년 2월 1일에 도키군의 다치정·도키쓰정·오로시정·쓰마기정·이즈미정·히다촌·쓰루사토촌·소기촌 등 8개 정촌이 합병하면서 시로 승격해 도키시가 되었다.

## 교통

### 철도
- 도카이 여객철도 주오 본선

### 도로
- 주오 자동차도
- 도카이 환상 자동차도
- 국도 제19호선
- 국도 제21호선
- 국도 제363호선

## 인구
| 연도 | 인구   | ±%    |
| ---- | ------ | ----- |
| 1970 | 60,786 | —     |
| 1980 | 65,038 | +7.0% |
| 1990 | 64,946 | −0.1% |
| 2000 | 63,283 | −2.6% |
| 2010 | 60,475 | −4.4% |
| 2020 | 55,348 | −8.5% |